# Дисперсия звука
Дисперсия звука — зависимость фазовой скорости звуковых волн от частоты. В диспергирующей среде фазовая и групповая скорости звука различаются, форма импульса волны изменяется в процессе её распространения, замедляется переход звуковой энергии в высшие гармоники, уменьшается затухание, подавляется образование ударных волн.

## Виды дисперсии
Релаксационная(физическая) дисперсия определяется эффектом упругого последействия. Релаксационная дисперсия сопровождается избыточным поглощением звука, определяемое соотношением Крамерса - Кронига. В однородных средах дисперсия звука обусловлена релаксационными процессами, идущими в каждой малом элементе среды, независимо от малых объёмов. В микронеоднородных средах, где размер неоднородностей и расстояния между ними малы по сравнению с длиной звуковой волны возникают нелокальные релаксационные процессы, заключающиеся в обмене энергией между разнородными компонентами среды. Отставание изменения объёма, связанного с релаксационным процессом, от изменения давления в звуковой волне приводит к зависимости скорости звука от отношения характерного времени процесса к периоду звуковой волны.
Действие акустической волны переводит среду распространение в неравновесное состояние возбуждая в ней колебательные и вращательные движения, ионизацию и диссоциацию частиц, химические реакции, перестройку структуры жидкости и тд . Переход в устойчивое состояние происходит за некоторое время, называемое временем релаксации {\displaystyle \tau }. Если период волны много меньше времени релаксации, то физическая дисперсия не возникает, с увеличением периода вклад физической дисперсии растёт. При наличии релаксационной дисперсии скорость звука увеличивается с ростом частоты.
Дисперсия нормальных волн(геометрическая) возникает в акустических волноводах и с поглощением не связана. {\displaystyle V_{n}={\frac {V_{0}}{\sqrt {1-({\frac {n\pi V_{0}}{\omega H}})^{2}}}}}{\displaystyle V_{0}} — фазовая скорость звука в однородной среде, {\displaystyle n} — номер нормальной волны (моды), {\displaystyle H} —толщина волновода, {\displaystyle \omega } — круговая частота нормальной волны